# (19235) van Schurman
(19235) van Schurman est un astéroïde de la ceinture principale.

## Description
(19235) van Schurman est un astéroïde de la ceinture principale. Il fut découvert le 9 novembre 1993 à Caussols par Eric Walter Elst. Il présente une orbite caractérisée par un demi-grand axe de 2,47 UA, une excentricité de 0,15 et une inclinaison de 11,0° par rapport à l'écliptique.

## Compléments